# Лукаш Смуглевич
Лукаш Смуглевич (пол. Łukasz Smuglewicz; 1709 — 26 жовтня 1780, Варшава) — художник, який працював також у Галичині.

## Життєпис
Його рід походив з Жемайтії. Вчителем був спочатку Ян Самуель Моцк, а після його смерти — Шимон Чехович (з 1737 року). Постійно мешкав у Варшаві. У 1752—1758 роках працював для Яна Клеменса Браницького. Був двічі одруженим. Перша дружина — Зелінська. Друга дружина — сестрениця Симона Чеховича Регіна Олесницька, з якою уклали шлюб перед 1740 роком і мали 10 дітей, з яких п'ятеро синів стали художниками. Був похований у криптах костелу реформатів у Варшаві (нині — костел святого Антонія Падуанського, вул. Сенаторська, 31/33).
Роботи

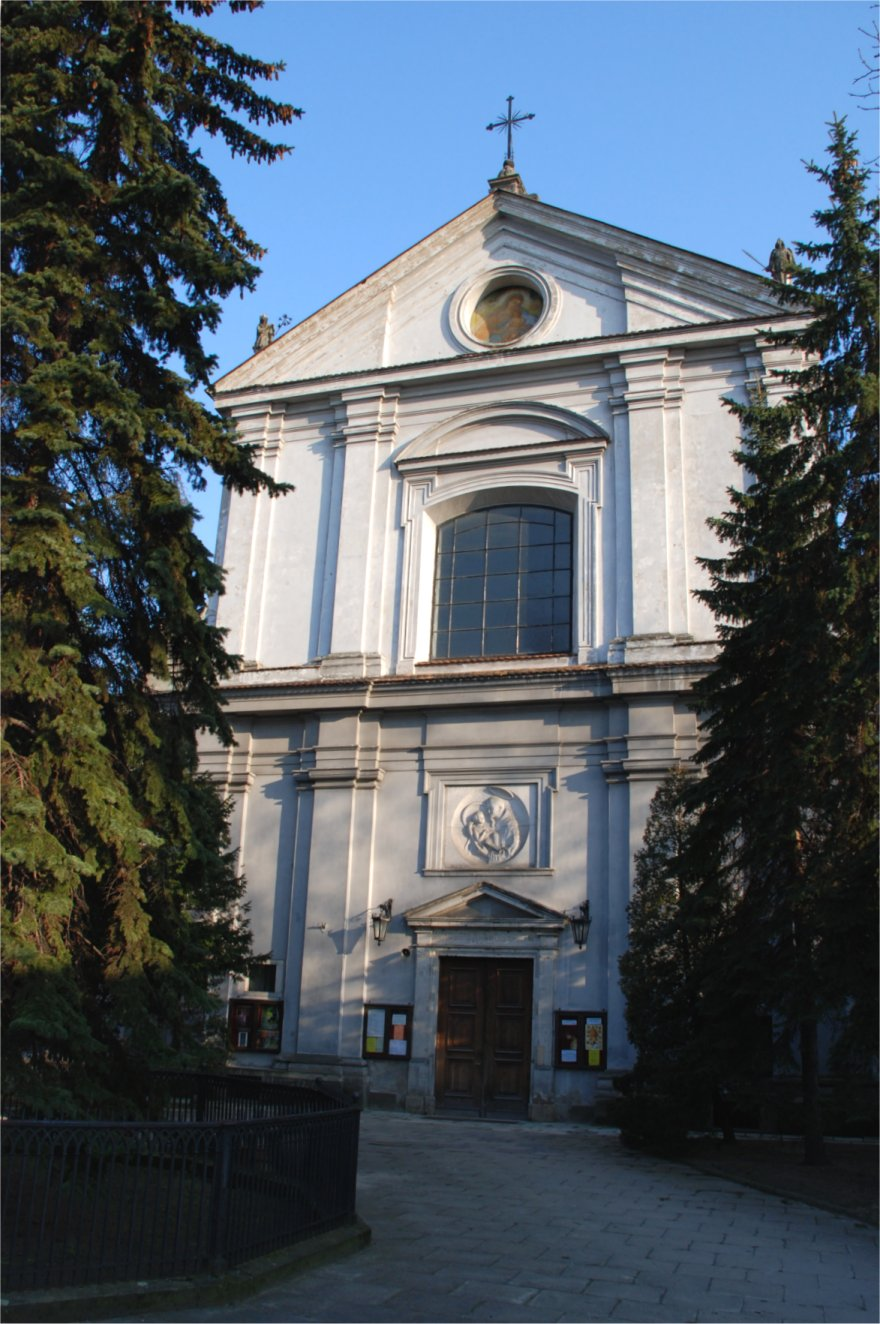
Костел реформатів у Варшаві

- розпис інтер'єру (поліхромія) костелу святого Йосипа в Підгірцях (разом із сином Антонієм та помічниками), 1765 рік.[3]
- декорація театрального залу Підгорецького замку (разом із сином Антонієм та помічниками).[3]
- малював і золотив головний вівтар у костелі святого Мартина (Варшава) у 1747—1748 роках.
- портрети короля Августа ІІІ і королеви Марії Юзефи (обидва втрачені, перебували в збірці у Дрездені).[3]